# U-864
U-864 — большая океанская немецкая подводная лодка типа IXD2 времён Второй мировой войны. Заказ на постройку субмарины был отдан 5 июня 1941 года. Лодка была заложена 15 октября 1942 года на верфи компании АГ Везер в Бремене под строительным номером 1070, спущена на воду 12 августа 1943 года, вошла в строй 9 декабря 1943 года под командованием корветтен-капитана Ральфа-Реймара Вольфрама.

## Флотилии
- 9 декабря 1943 — 31 октября 1944 года 4-я флотилия (учебная)
- 1 ноября 1944 — 9 февраля 1945 года 33-я флотилия

## Служба
Лодка совершила один боевой поход, успехов не достигла. Задачей похода была доставка в Японию стратегических материалов, в том числе деталей реактивных двигателей и ртути.
Потоплена 9 февраля 1945 года в Северном море к западу от Бергена, Норвегия, в районе с координатами 60°46′ с. ш. 04°35′ в. д., торпедой британской подводной лодки HMS Venturer под командованием лейтенанта Джеймса «Джимми» С. Лондерса (англ. James Stuart Launders).
Venturer выдвинулся на перехват U-864 после того, как был запеленгован радиопередатчик немецкой лодки. Второй раз её уточнённые координаты и предполагаемый курс были получены британцами 6 февраля, когда U-864 послала сообщение на базу о том, что возвращается в Берген из-за неисправности дизеля. В этот же день удалось перехватить и расшифровать радиограмму из Бергена, адресованную немецкой лодке. U-864 надлежало следовать к маяку Hellisøy на побережье острова Федье для встречи с эскортом 10 февраля.
9 февраля около 08:40 на Venturer, поджидавшем немецкую лодку, услышали шум винтов, а после 10:00 Лондерс обнаружил перископ. Последовал период выработки элементов движения цели, в основном по данным акустики. Был выявлен зигзаг цели. В 12:12 Venturer произвёл торпедную атаку, выпустив четыре торпеды веерным залпом с интервалами 17,5 секунд. U-864 услышала торпеды, и начала манёвр уклонения с погружением. Благодаря манёвру ей удалось избежать попадания первых трёх торпед, но четвёртая поразила U-864 в корму от ограждения рубки. После попадания корпус лодки раскололся на две части. Все 73 члена экипажа погибли. Это была первая и с тех пор единственная атака лодки против лодки, когда обе были в подводном положении.
В 2005 совместная экспедиция ВМС Норвегии и британского Национального морского музея обнаружила обломки. Нос и корма лодки, перевозившей груз для японской военной промышленности, включая приблизительно 67 тонн металлической ртути в 1857 32-килограммовых стальных флягах, заложенных в твердый балласт, лежат на глубине около 150 метров. В месте её гибели у острова Федье наблюдается загрязнение воды ртутью (годовая утечка ртути оценивается в 4 кг) и запрещено рыболовство.

## Утилизация
В связи с угрозой экологической безопасности правительством Норвегии разрабатывались планы по поднятию подводной лодки. Прежде рассматривалась идея консервации лодки на дне, поскольку субмарина является братской могилой. В январе 2009 года принято окончательное решение о том, что лодка будет поднята. Работы по поднятию субмарины U-864 и её груза будет осуществлять Mammoet Salvage BV. Контракт оценивается в 1 миллиард норвежских крон (153 млн долл. США). Работы должны были начаться в 2010 году, однако норвежское правительство приостановило их в связи с требованием провести дополнительные исследования.
По состоянию на 2018 год единого мнения о судьбе подводной лодки нет. Экологи по-прежнему требуют поднять опасный груз с морской глубины, а официальные власти считают этот вариант слишком рискованным и готовят операцию по захоронению лодки на месте. Работы планируется начать в 2020 году.